# Neoseiulus comitatus
Neoseiulus comitatus är en spindeldjursart som först beskrevs av De Leon 1962.  Neoseiulus comitatus ingår i släktet Neoseiulus och familjen Phytoseiidae. Inga underarter finns listade i Catalogue of Life.